# ヴァコア・フェニックス
ヴァコア・フェニックス（Vacoas-Phoenix）は、モーリシャスの都市。人口は10万6413人（2015年）。プレーン・ウィルヘルム県に属する。モーリシャス5大都市のひとつであり、モーリシャスで最も面積の広い街である。北をカトル・ボルヌ市と、南をキュールピップ市と接しており、首都ポートルイスからキュールピップまで延びる都市圏の一部をなしている。
ヴァコア・フェニックスは、東のフェニックスと西のヴァコアが1963年に合併して成立した町である。1968年には市に昇格し、ポートルイスの都市圏拡大とともに快適な気候を求めて住民が流入し、1990年代には人口が急増した。
両地区ともに住宅街であるが、フェニックスはモーリシャス有数の工業都市でもあり、繊維工場やビール工場が立地している。とくにフェニックスで生産されるフェニックス・ビールはモーリシャスで人気の高いビールである。
高原地帯に位置し、冷涼な気候を持つため、快適な住宅街として開発が進んでいる。また、周辺の高原地帯はサトウキビや野菜の農園が広がっており、そういった農産物の生産地ともなっている。
市内には南のサー・シウサガル・ラングーラム国際空港と首都ポートルイスとを結ぶ高速道路が走っており、バスも頻発している。